# George de Jong
George de Jong (* 1953 in Almelo, Niederlande) ist ein ehemaliger niederländischer Volleyballspieler, -trainer und heutiger Sportfunktionär.

## Leben
Seit 1975 spielte de Jong bei Abiant Lycurgus Groningen, zudem war er 35-mal in der Nationalmannschaft aktiv.
1976 beendete de Jong seine Ausbildung an der Academy of Physical Education in Groningen. 1988 machte er seinen Master of Sportsmanagement in Mobile in den Vereinigten Staaten. Zudem absolvierte George de Jong mehrere Trainerkurse. 
1982 zog er in die Schweiz, wo er als Sportmanager und Volleyballtrainer arbeitete. Von 1983 bis 1989 arbeitete de Jong an der Leysin American School in Leysin. Mit dem VBC Leysin wurde er von 1984 bis 1991 sechsmal Schweizer Meister und Pokalsieger.
1989 besetzte George de Jong den Posten des technischen Direktors der Fédération Internationale de Volleyball, aus welchem er 1994 zurücktrat, weil sein Verhältnis mit dem FIVB-Präsidenten, Dr. Rubén Acosta, schwierig war. Daher zog er mit seiner Familie nach Doetinchem in seine niederländische Heimat zurück. Dort wurde de Jong Direktor des Königlichen Niederländischen Pferdesport-Verbandes (KNHS) und Mitglied der Fédération Équestre Internationale (FEI). 
Seit September 2008 ist de Jong Direktor von InnoSportNL. Zudem ist er Aufsichtsratsmitglied des Fußballvereins VBV De Graafschap Doetinchem.

## Privates
Er ist verheiratet mit der ehemaligen über 90-fachen Volleyballnationalspielerin Loekie Raterink und ist der Vater der Fußballspieler Siem (* 1989) und Luuk de Jong (* 1990).